# Sharif Jalilov
Sharif Jalilov (28 de octubre de 1989) es un deportista uzbeko que compitió en judo adaptado.  Ganó dos medallas en los Juegos Paralímpicos de Verano, plata en Londres 2012 y bronce en Tokio 2020.

## Palmarés internacional
| Juegos Paralímpicos | Juegos Paralímpicos   | Juegos Paralímpicos | Juegos Paralímpicos |
| Año                 | Lugar                 | Medalla             | Categoría           |
| ------------------- | --------------------- | ------------------- | ------------------- |
| 2012                | Londres (Reino Unido) | Medalla de plata    | –73 kg              |
| 2020                | Tokio (Japón)         | Medalla de bronce   | –100 kg             |